# Radio Juventud de Torrelavega

## Historia
Radio Juventud de Torrelavega, la emisora de radio pionera de la ciudad de Torrelavega (Cantabria, España), tuvo su origen en la Estación Escuela de la Cadena Azul de Radiodifusión, que fue creada en 1954 impulsada por Carmelo Oria Cifrian. Sus primeros estudios se encontraban situados en un edificio de la Plaza Mayor de Torrelavega, en cuyo tejado se puso la antena emisora.
En 1959 cambió de la onda media a la frecuencia modulada, con el indicativo EFJ44, en la frecuencia de 89,4 MHz, como Radio Juventud, La Voz de Torrelavega. En los años 1960 la emisora se escuchaba en casi la totalidad de la por entonces provincia de Santander, hoy comunidad autónoma de Cantabria.
La emisora torrelaveguense fue la segunda en instalarse en Cantabria y la primera de Torrelavega. Emitía diferentes programas musicales muy populares entre la juventud de la época, programas que hicieron historia como "La noche de las Marzas", que se emitía la última noche de febrero y que ante la gran cantidad de peticiones había que repetir al día siguiente. 
Otros programas fueron Pequeñeces, Cuénteme usted su caso" y Optimismo Musical. La Radio Juventud de Torrelavega, organizaba desde su programa deportivo Balcón del Deporte, que dirigía Vicente Pedregal, el Trofeo Chisco y la Gala del Deporte de Torrelavega.
Algunos nombres que hicieron la historia de esta emisora de Radio de Torrelavega fueron: Castro de Castro (fundador y primer director de Radio Juventud de Torrelavega), Rufo Ibarra, Concepción Vidiella, Fernando Ibarra Ceballos, Olga Casado e Higinia Aparicio, que con J. Ignacio Peña Ruiz Capillas fueron los sucesivos directores de RCE y RNE-5 y consiguieron bajo su dirección el traslado a un nuevo edificio en la avenida del Besaya, con los más modernos medios e instalaciones, estudios, redacción, discoteca y archivos y demás departamentos ubicados en dos plantas y con la dotación de una unidad móvil. Fue directora en los últimos años de Radio Torrelavega, Ester Rodríguez Torio. Otros locutores y redactores fueron Juan Pérez Abascal, Carmen Ruiz Vega, Manuel Pelayo Palacio (director de los programas deportivos), Alfredo Campuzano, los técnicos y controles de sonido, como Emilio Peredo, Faustino Alegría, Ricardo Santa María, etc., y otros muchos, locutores y colaboradores, muy reconocidos por los oyentes.
En 1972 se amplía la programación hasta 16 horas diarias. En 1976 se traslada a sus nuevos estudios en la Delegación Comarcal Sindical, edificio que años después recuperó su propiedad la UGT.
A raíz del decreto de 4 de diciembre de 1978 pasa a formar parte del ente RTVE con la denominación de Radio Cadena Española -RCE-Torrelavega-, emitiendo 24 horas del día, de ellas gran cantidad de programas en cadena, si bien conservando estudios y plantilla.
Diez años después es convertida definitivamente en Radio Nacional 5, clausurándose posteriormente sus estudios, cuyo material documental, discográfico y equipos pasaron a la sede regional en Raos (Camargo).
Actualmente, lo que queda de Radio Torrelavega es un simple poste repetidor de la programación nacional de dicha cadena y una pequeña redacción local de RTVE en dicha ciudad.
- Datos: Q5859780